# Мина (боеприпас)
Вижте пояснителната страница за други значения на мина.
Мѝната е названието на различните, най-често фабрично изготвени, експлозиви с вграден или допълнително прибавен детонатор. Залагането на мини се нарича миниране, а премахването им – разминиране. Специалистите по разминиране се наричат сапьори.

## Устройство
- Корпус – външната обвивка на мината, който може и да липсва при някои от фугасните, а може и да е съставен от множество малки метални части (осколки), които се разлитат при взривяване.
- Заряд – намира се в тялото на мината, състои се от бризантно взривно вещество (слабо чувствително, с висока мощност и висока скорост на детонация).
- Детонатор (взривател) – конструкция, включваща в себе си иницииращо взривно вещество (високочувствително с висока или средна мощност) и механизъм, подаващ съответния иницииращ сигнал.
- Задействащ механизъм – устройство, трансформиращо определен вид физическо въздействие (шум, вибрация, електрически импулс, механично въздействие, промяна на температурата, промяна на влажността и др.) в съответния за даденото взривно вещество иницииращ сигнал.
- Допълнителни механизми и устройства – различни елементи на неизвлекаемост, части, привеждащи мината в действие (скачащи мини и др.), съоръжения, регистриращи присъствието на противника и др.

## Видове
- Фугасна мина – с малка мощност, най-често без корпус или без такъв от метал и без вградени метални осколки. Радиус на поражение до 3 метра. За поразяване на точно определена малка площ. Популярни заради ниската себестойност. Най-често се задействат при натиск (например настъпване на задействащия механизъм). Биват много често и кумулативни по устройство. На този принцип са изградени и настъпателните гранати (радиус на поражение 3 м).
- Кумулативна мина – с насочена енергия в определена точка или линия (този вид моделиране на взрива се използва често и в строителните работи). Насочването на енергията се постига с оформяне на взривното вещество във форма на чаша или „L“-образен профил (използва се ефектът на сателитната чиния). На този принцип са изградени гранатите за РПГ, както и кумулативните снаряди за танковете. Използват се и мини с двоен кумулативен ефект.
- Осколочна мина – типична особеност е металният корпус, състоящ се от отделни метални части или вградените във взривното вещество осколки. Когато се използват за водене на активни бойни действия се наричат отбранителни гранати (така наречената „лимонка“, на която радиусът на пълно поражение е 10 м, а радиусът на поражение 200 м). На принципа на осколочните мини работят скачащите мини и осколочните снаряди.
- Противотанкова мина – подобна по устройство на фугасната, но с голямо количество взривно вещество (до 3 кг), задействащо се при натиск (над 100 кг), вибрация, определено ниво на шум (еквивалентно на намиращ се точно в този момент над мината танк или друго транспортно средство).
- Противопехотна мина – зарежда се върху или плитко под земята, за да експлодира, когато приближи живо същество или леко превозно средство.
- Противопехотна скачаща мина – тип осколочни мина с вграден в долната част барутен (бавно горящо химично вещество) заряд, който при съответния сигнал (натиск, опън, звук и др.) се възпламенява и изхвърля мината на определена височина (най-често настройката е за около от 1,5 метра до 2 метра), след което тя се взривява посредством вградения детонатор със закъснително действие. По този начин се избягва възможността противникът да вземе предпазни мерки и силно се увеличава зоната на поражение. Типичен модел е българската серия ПСМ, с технически характеристики: височина на изхвърляне 1,5 м, брой осколки 1300, радиус на поражение 200 м, радиус на пълно поражение 20 м, задействане посредством натиск или опън. Скачащите мини са забранени с международно споразумение като антихуманно оръжие, но въпреки това са широко употребявани в конфликтните зони и гангстерските войни.
- Морска мина – представлява експлозивен боеприпас, който е поставен във водата и е предназначен за поразяване на плавателни съдове.
- Гранати – всички типове ръчно или с помощта на устройства изхвърляни мини.
- Неизвлекаеми мини – с вграден или прибавен елемент на неизвлекаемост.
- Метателна мина – боеприпаси, смятани за алтернатива на първите торпеда.

## Състав
Най-популярното вещество, използвано за заряд на мините, е тротилът (тринитротолуол, напоен в подходящо вещество. Стандартното производство в България е на цилиндрични пресовки от 400 g, на пипане и цвят подобни на кашкавал) - слабочувствително взривно вещество (изгаря на огън, без да се предизвика взрив) с висока мощност, но също така се използват различни типове хексогени и пластични експлозиви (популярният на Запад С-4 и използваните в България „Дунарит-1“, „Дунарит-2“ и др.).
Пластичните експлозиви позволяват минирането да се извършва в практически всякаква среда и на всяко място. Консистенцията им е подобна на твърд пластилин, като при размачкване се отделя топлина и се увеличава пластичността на веществото.
Широко известният динамит (тринитроглицерин, напоен в пресовани трици или друг подходящ материал) не се използва за производство поради високата му неустойчивост и опасност от самовъзпламеняване.